# 伊東眞理子
伊東 眞理子（いとう まりこ、1950年（昭和25年） - ）は、日本の社会福祉学者。東京福祉大学大学院社会福祉学研究科教授、同朋大学客員教授。博士（経済学）（大阪学院大学）。専門は高齢者福祉政策、女性問題。

## 経歴
静岡県に生まれる。1993年（平成5年）、大阪学院大学大学院経済学研究科博士課程を単位取得満期退学し、同年、同朋大学社会福祉学部専任講師に就任。同大助教授を経て、2007年（平成19年）同教授。2009年（平成21年）、「高齢者福祉政策の研究 : 居住問題を中心として」により、大阪学院大学から博士（経済学）学位を取得した。

## 著書
- 『たのしく学ぶ高齢者福祉―まり子先生のサクセスフル・エイジング入門』、ミネルヴァ書房、1995年　ISBN 978-4623025756
- 『高齢者福祉政策の研究―居住問題を中心として』、黎明書房、2011年　ISBN 978-4654019595
- 『まり子教授のサクセスフル・エイジング講座』、メディアファクトリー、2013年　ISBN 978-4840152013